# Бралвил
Бралвил (фр. Bralleville) насеље је и општина у североисточној Француској у региону Лорена, у департману Мерт и Мозел која припада префектури Нанси.
По подацима из 2011. године у општини је живело 185 становника, а густина насељености је износила 42,14 становника/km². Општина се простире на површини од 4,39 km². Налази се на средњој надморској висини од 250 метара (максималној 351 m, а минималној 247 m).

## Демографија
| 1962. | 1968. | 1975. | 1982. | 1990. | 1999. | 2011. |
| ----- | ----- | ----- | ----- | ----- | ----- | ----- |
| 122   | 127   | 127   | 122   | 157   | 163   | 185   |

График промене броја становника у току последњих година